# Steve Francis
Steven D'Shawn Francis, detto Steve (Takoma Park, 21 febbraio 1977), è un ex cestista statunitense, professionista nella NBA e in Cina.

## Carriera NBA

### Houston Rockets
Fu selezionato con la seconda scelta assoluta al draft NBA 1999 dai Vancouver Grizzlies. Sin dall'inizio Francis dichiarò di non voler giocare a Vancouver, una delle squadre più deboli e meno blasonate della lega. Con il suo prolungato ostruzionismo riuscì a forzare uno scambio che lo portò agli Houston Rockets, destinazione molto più gradita. Nella sua prima annata in Texas i Rockets finirono con 34 vittorie e 48 sconfitte ma per Francis ci fu il NBA Rookie of the Year Award (conquistato a pari merito con Elton Brand). Francis era già diventato un beniamino dei tifosi, e fu coniato per lui il soprannome Stevie Franchise, perché era considerato il giocatore su cui costruire le fortune della franchigia. Nel 2000 è uno dei protagonisti dell'NBA Slam Dunk Contest, la tradizionale gara delle schiacciate, che in quell'edizione vede trionfare Vince Carter.
Nel 2000-01 i Rockets compilarono un record di 45 vittorie e 37 sconfitte, non sufficiente però a disputare i playoffs. Nel 2001-02 Francis venne scelto per partire in quintetto all'All-Star Game, ma ebbe molti problemi fisici durante la stagione che lo limitarono a 55 partite giocate. Houston anche per le prolungate assenze di Francis compilò un pessimo record di 28 vittorie e 54 sconfitte, che però gli valsero la possibilità di scegliere con la prima chiamata al draft NBA 2002. I Rockets selezionarono il centro cinese Yao Ming. Nella prima stagione insieme il duo Francis-Yao funzionò subito bene, e entrambi vennero selezionati nel quintetto della squadra ovest all'All-Star Game 2003. Il 17 gennaio 2003 Francis fece anche registrare il suo career-high, segnando 44 punti nella vittoria casalinga contro i Los Angeles Lakers. A fine stagione il record dei Rockets fu di 43–39 e anche stavolta la squadra fallì l'accesso ai playoffs.
Nel 2003-04 l'allenatore Rudy Tomjanovich lasciò i Rockets, che lo sostituirono con Jeff Van Gundy. Lo stile di gioco del nuovo allenatore non si adattava molto a quello di Francis, che vide le sue medie scendere dai 21,0 punti, 6,2 rimbalzi e 6,2 assist dell'anno precedente a 16,6 punti, 5,5 rimbalzi e 6,2 assist. Ciò nonostante, Francis venne selezionato per la terza volta consecutiva in quintetto per l'All-Star Game 2004 e riportò Houston ai play-off, in quella che sarebbe stata l'unica esperienza in postseason della sua carriera. Nonostante un Francis da 19,2 punti, 8,4 rimbalzi e 7,6 assist di media, i Rockets vennero eliminati al primo turno dai favoritissimi Los Angeles Lakers col punteggio di 4-1. I rapporti tra Francis e Van Gundy pian piano si deteriorarono, e la società decise nell'estate di scambiare Francis per arrivare a uno dei migliori giocatori della lega, Tracy McGrady; Francis finì quindi per essere ceduto agli Orlando Magic (insieme a Cuttino Mobley e Kelvin Cato) in cambio di McGrady, Juwan Howard, Tyronn Lue e Reece Gaines.

### Orlando Magic
Inizialmente, Francis si dimostrò scontento della trade, ma si adattò presto al nuovo ambiente. Lo stile di gioco rapido e veloce del coach Chris Jent fece rifiorire il giocatore: dai 16,6 punti a partita dell'anno precedente (media più bassa in carriera) passò a 21,3 punti (con 7,0 assist e 5,8 rimbalzi). Il mancato accesso ai playoff e la cessione a metà stagione dell'amico Cuttino Mobley, però, lo infastidirono non poco. Nel 2005-06 il nervosismo e lo scontento di Francis continuarono, e il giocatore venne anche sospeso per condotta dannosa per la squadra. Nel febbraio 2006 cominciarono a circolare voci su una possibile cessione di Francis, che furono però smentite dal general manager Otis Smith.
Ciononostante il 22 febbraio 2006, penultimo giorno prima della chiusura del mercato, le voci si rivelarono fondate e Francis fu ceduto ai New York Knicks in cambio di Trevor Ariza e Penny Hardaway (subito tagliato).

### New York Knicks
Fece il suo debutto in maglia Knicks il 24 febbraio 2006 nel derby con i New Jersey Nets, segnando 16 punti. Durante tutta la stagione ebbe però problemi di tendinite ad un ginocchio e vari infortuni, che lo limitarono a soli 11,3 punti a partita. A ridimensionare le sue prestazioni contribuì anche un evidente equivoco tattico creatosi tra lui e Stephon Marbury: per ruolo e caratteristiche, una presenza contemporanea sul parquet dei due giocatori era piuttosto difficile. Il 28 giugno 2007, giorno del Draft NBA 2007, i Knicks cedettero lui e Channing Frye ai Portland Trail Blazers in cambio di Zach Randolph, Dan Dickau e Fred Jones. I Blazers però tagliarono subito Francis, che divenne così free agent e libero di trovarsi una nuova squadra.

### Ritorno a Houston
Francis desta l'interesse di diverse squadre: Miami Heat, Dallas Mavericks, Houston Rockets e Los Angeles Clippers. Il 20 luglio 2007, Francis sceglie i Rockets, firmando un contratto di un anno con opzione per il secondo. Torna così alla squadra in cui aveva vissuto i suoi anni migliori, rifiutando un'offerta più vantaggiosa (sia a livello economico che di squadra) come quella degli Heat. Le difficoltà in preseason, però, lo lasciano fuori dalla rotazione di coach Rick Adelman, che non è convinto dalle prestazioni di Francis. In regular season gioca poco e male, facendo registrare le medie più basse in carriera (soli 5,5 punti, 2,3 rimbalzi e 3 assist). I continui problemi al tendine del quadricipite sinistro lo costringono a sottoporsi a un intervento chirurgico, che pone fine alla sua stagione dopo sole 10 partite giocate. Francis si avvale dell'opzione del contratto per il 2º anno e rimane a Houston; i postumi dell'intervento chirurgico non gli permettono però ancora di giocare. Il 24 dicembre 2008 i Rockets, per abbassare il tetto salariale e scendere sotto la luxury tax, cedono Francis ai Memphis Grizzlies per una scelta al Draft NBA 2011. Il 27 gennaio 2009 la carriera NBA di Francis finisce: i Grizzlies lo tagliano, in una stagione 2008-09 che non lo vede mai in campo.

### In Cina
Nel novembre 2010 firma per i Beijing Ducks. Dopo aver giocato solo 14 minuti in 4 partite, con una media di 0,5 punti e 0,7 rimbalzi, sul finire di dicembre lascia la Cina per tornare in America.

## Statistiche

### College
| Anno      | Squadra            | PG | PT | MP   | TC%  | 3P%  | TL%  | RP  | AP  | PRP | SP  | PP   |
| --------- | ------------------ | -- | -- | ---- | ---- | ---- | ---- | --- | --- | --- | --- | ---- |
| 1998-1999 | Maryland Terrapins | 34 | 33 | 30,7 | 52,3 | 38,8 | 79,0 | 4,5 | 4,5 | 2,8 | 0,2 | 17,0 |
| Carriera  | Carriera           | 34 | 33 | 30,7 | 52,3 | 38,8 | 79,0 | 4,5 | 4,5 | 2,8 | 0,2 | 17,0 |

### NBA

#### Regular Season
| Anno      | Squadra         | PG  | PT  | MP   | TC%  | 3P%  | TL%  | RP  | AP  | PRP | SP  | PP   |
| --------- | --------------- | --- | --- | ---- | ---- | ---- | ---- | --- | --- | --- | --- | ---- |
| 1999-2000 | Houston Rockets | 77  | 77  | 36,1 | 44,5 | 34,5 | 78,6 | 5,3 | 6,6 | 1,5 | 0,4 | 18,0 |
| 2000-2001 | Houston Rockets | 80  | 79  | 39,9 | 45,1 | 39,6 | 81,7 | 6,9 | 6,5 | 1,8 | 0,4 | 19,9 |
| 2001-2002 | Houston Rockets | 57  | 56  | 41,1 | 41,7 | 32,4 | 77,3 | 7,0 | 6,4 | 1,2 | 0,4 | 21,6 |
| 2002-2003 | Houston Rockets | 81  | 81  | 41,0 | 43,5 | 35,4 | 80,0 | 6,2 | 6,2 | 1,7 | 0,5 | 21,0 |
| 2003-2004 | Houston Rockets | 79  | 79  | 40,4 | 40,3 | 29,2 | 77,5 | 5,5 | 6,2 | 1,8 | 0,4 | 16,6 |
| 2004-2005 | Orlando Magic   | 78  | 78  | 38,2 | 42,3 | 29,9 | 82,3 | 5,8 | 7,0 | 1,4 | 0,4 | 21,3 |
| 2005-2006 | Orlando Magic   | 46  | 45  | 37,7 | 43,3 | 25,7 | 79,7 | 4,8 | 5,7 | 1,1 | 0,2 | 16,2 |
| 2005-2006 | N.Y. Knicks     | 24  | 15  | 27,5 | 44,2 | 53,8 | 76,1 | 3,0 | 3,5 | 1,0 | 0,3 | 10,8 |
| 2006-2007 | N.Y. Knicks     | 44  | 30  | 28,1 | 40,8 | 37,8 | 82,9 | 3,6 | 3,9 | 0,9 | 0,3 | 11,3 |
| 2007-2008 | Houston Rockets | 10  | 3   | 19,9 | 33,3 | 23,5 | 56,5 | 2,3 | 3,0 | 0,9 | 0,5 | 5,5  |
| Carriera  | Carriera        | 576 | 543 | 37,6 | 42,9 | 34,1 | 79,7 | 5,6 | 6,0 | 1,5 | 0,4 | 18,1 |

#### Playoffs
| Anno     | Squadra         | PG | PT | MP   | TC%  | 3P%  | TL%  | RP  | AP  | PRP | SP  | PP   |
| -------- | --------------- | -- | -- | ---- | ---- | ---- | ---- | --- | --- | --- | --- | ---- |
| 2004     | Houston Rockets | 5  | 5  | 44,4 | 42,9 | 41,2 | 72,5 | 8,4 | 7,6 | 1,4 | 0,2 | 19,2 |
| Carriera | Carriera        | 5  | 5  | 44,4 | 42,9 | 41,2 | 72,5 | 8,4 | 7,6 | 1,4 | 0,2 | 19,2 |

## Palmarès
- NCAA AP All-America Second Team (1999)
- NBA Rookie of the Year (2000)
- NBA All-Rookie First Team (2000)
- 3 volte NBA All-Star (2002, 2003, 2004)